# Aéroport d'Åre Östersund
L'aéroport d'Åre Östersund (code IATA : OSD • code OACI : ESNZ), anciennement appelé Aéroport d'Östersund–Frösön, est un aéroport situé à 11 km à l'ouest d'Östersund, en Suède, et à 94 km d'Åre. L'aéroport a ouvert en 1958.
L'aéroport d'Åre Östersund est un aéroport international et a accueilli 377 868 passagers en 2011.

## Situation

### Carte des aéroports de Suède
| \| 50 km1:2 974 000 \| Montagnes · Sälen Ängelholm–Helsingborg Åre Östersund Arvidsjaur Borlänge Gällivare Göteborg-Landvetter Hagfors Halmstad Hemavan Tärnaby Jönköping Kalmar Karlstad Kiruna Kramfors-Sollefteå Linköping Luleå Lycksele Malmö Mora-Siljan Norrköping Örnsköldsvik Örebro Pajala Ronneby Skellefteå Stockholm-Arlanda Stockholm-Bromma Stockholm-Skavsta Stockholm-Västerås Sundsvall-Timrå Sveg Torsby Trollhättan–Vänersborg Umeå Växjö Vilhelmina Visby |
| 50 km1:2 974 000 |

## Statistiques
Pour des raisons techniques, il est temporairement impossible d'afficher le graphique qui aurait dû être présenté ici.

Voir la requête brute et les sources sur Wikidata.

## Compagnies aériennes et destinations
| Compagnies                  | Destinations                                    |
| --------------------------- | ----------------------------------------------- |
| Braathens Regional Airlines | Stockholm-Bromma                                |
| Jonair                      | Umeå                                            |
| Norwegian Air Shuttle       | En saison: Stockholm-Arlanda                    |
| Scandinavian Airlines       | Stockholm-Arlanda En saison: Copenhague-Kastrup |
| Transavia                   | En saison charter: Amsterdam, Groningue Eelde   |

Édité le 27/02/2023